# Herz-Reaktion
Die Herz-Reaktion ist eine organisch-chemische Namensreaktion, die nach  Richard Herz benannt ist. Dabei wird ein Anilin-Derivat 1 mit Dischwefeldichlorid in ein sogn.  Herz-Salz 2 umgewandelt, dessen Hydrolyse ein Thiophenol-Derivat 3 liefert:

## Anwendungen

### Benzothiazole
Das Natriumthiophenolat 3 reagiert mit Zinksulfat zu einem Zinkmercaptid, dessen Umsetzung mit  einem Carbonsäurechlorid – z. B.  Benzoylchlorid – zu dem  1,3-Benzothiazol 4 führt:

### Farbstoffe
Anilin 5 wird in mehreren Schritten in die Indigo-artigen Farbstoffe 8 bzw. 9 überführt:
1. Herz-Reaktion des Anilins 5 mit Dischwefeldichlorid mit anschließender Hydrolyse, dann
2. Umsetzung in die ortho-Aminoarylthioglycolsäure und
3. Umwandlung der Amino-Funktion in ein Nitril via Sandmeyer-Reaktion.
4. Hydrolyse des Nitrils unter Bildung der Carbonsäure 6, die dann unter Decarboxylierung das Cyclisierungsprodukt 7 liefert.
5. Das Thioindoxyl 7 kondensiert  mit Acenaphthochinon zu 8, einem Farbstoff des sogn. Ciba-Scarlet-Typs.
6. Die Kondensation von 7 mit Isatin  führt zu dem Thioindigofarbstoff 9.